# Julia Elena Dávalos
Julia Elena Dávalos (Salta, 26 de octubre de 1944) es una folclorista, música, letrista, compositora, cantante y artista plástica argentina.
Hija del poeta y músico Jaime Dávalos y nieta del escritor Juan Carlos Dávalos, es una folclorista integral que, además de cantar, ejecuta varios instrumentos, como la guitarra, el charango, el bombo, el cajón y el cuatro venezolano.

## Trayectoria
Su debut profesional en televisión fue en 1965 en el Canal 7 junto a Los Hermanos Ábalos. A lo largo de su carrera cantó acompañada por artistas como Libertad Lamarque, Margarita Palacios, Martha de los Rios, Mariano Mores y su orquesta y Eduardo Falú.
Es autora y compositora de canciones folclóricas como Catedral de las nieves, Changuito bombisto, Color de ausencia, Changuito patitas pilas, Diableríos y salamancas, Indio coya, gaucho... hermanos, La alhajita, La gaucha de Güemes, Muñeco de trapo, Santa Rosa de Lima, Viva la madre que me parió y Viva nadie,viva pueblo!, entre otras. También hizo la letra o la música de muchas otras canciones, en colaboración con artistas como Eduardo Falú, Jaime Dávalos, Oscar Alem, Santos Lipesker y Marcelo Zaldívar: La moneda, La ollera, Luz de La Rioja, Nacimiento del vino, Yo soy mujer, Zamba a Carlos Paz.
Cantó en escenarios europeos y participó en películas: en El destino, de Juan Batlle Planas, en 1971, como coprotagonista con Lautaro Murúa, y los actores Aldo Barbero, Fernando Labat y Walter Soubrié; en Argentinísima II, de 1973, documental musical de Fernando Ayala y Héctor Olivera; y en Adiós reino animal de 1979, un documental sobre la Argentina, como relatora. En su faceta de artista plástica, realiza muestras con sus obras de pintura y dibujo.

## Discografía
Editó más de una veintena de discos con los sellos Philips y CBS:
- 1967: Para mamita (Simple) - PHILIPS
- 1970: Popular - PHILIPS
- 1970: Canción para dormir a una muñeca - PHILIPS
- 1970: De tal palo... - PHILIPS
- 1972: Cariñosamente - PHILIPS
- 1972: A los amigos de Alpargatas - PHONOGRAM
- 1973: Crónica de la Navidad
- 1973: Tierra que anda (Allpa Kamaska), con Jaime Torres - PHILIPS
- 1973: Sangre salteña - PHILIPS
- 1974: Leyenda guaraní - PHILIPS
- 1975: Rancheras y valses - PHILIPS
- 1976: Canciones - PHILIPS
- 1976: Julia Elena Dávalos - PHILIPS
- 1976: Tierra dulce (Alpa misky) - PHILIPS
- 1979. Lo mejor de Julia Elena Dávalos - PHILIPS
- 1979: En... cantando - CBS
- 1980: Valsecitos de antes - CBS
- 1980: Dulzura - MERCURY
- 1982: Cantora - CBS
- 1984: Yo soy mujer - CBS
- 1984: Julia Elena Dávalos - PHILIPS
- 1985: Ciclos´85 - PHILIPS
- 1992: Grandes Éxitos - SONY MUSIC
- 1995: Villancicos - MUSICA & MARKETING S.A.
- 1995: Mojada de luz - MUSICA & MARKETING S.A.
- 1999: Virgen india - Sentir el Folklore - EDICIONES ALTAYA S.A.
- 2002: La historia - UNIVERSAL MUSIC ARGENTINA S.A.
- 2007: La historia del Folklore - Segunda parte - WARNER BROS
- 2009: Dávalos por Dávalos, con Jaime Dávalos - AMERICAN ARGENTINA
- 2011: La Dávalos - GLD DISTRIBUIDORA S.A.
- Canta - PHILIPS
- Gracias a la vida.
- Canciones de amor - PHILIPS

## Reconocimientos
- 2012. Premio Mujeres Innovadoras, en la categoría Música, otorgado por la Comisión de igualdad real de trato, oportunidades y discapacidad del Senado de la Provincia de Buenos Aires, por su trayectoria y contribución a la música popular.[6]